# Apari-patak
Az Apari-patak vízfolyás a Völgységben, Tolna vármegye déli részében. A patak Bonyhádnál ömlik a Völgységi-patakba, annak vize a Sión keresztül a Dunába. A patak forrása Apar Mucsfához eső részén van. Az Apari-patak fontosabb mellékvizei a forrástól a torkolat felé haladva a következők: Mucsfai-patak, Cinkai-patak, Hanti-patak.
Apari-patakra épült halastavak:
- Apari 1. számú halastó
- Apari 2. számú halastó
- Apari 3. számú halastó
- Apari 4. számú halastó
- Apari 5. számú halastó
- Bonyhádi halastavak